# فرانك أبوت (طبيب أسنان)
فرانك أبوت (بالإنجليزية: Frank Abbott)‏ هو طبيب أسنان أمريكي، ولد في 5 سبتمبر 1836، وتوفي في 20 أبريل 1897.